# Biljke slanuše
Biljke slanuše su biljke koje rastu u priobalju. Najpoznatije među njima su caklenjača, mrižica, petrovac ili motar i primorski trputac.

### Galerija
- petrovac
- caklenjača
- mrižica
- primorski trputac

## Stanište
Slanuše rastu u priobalnom pojasu, takozvanoj zoni prskanja valova. Uvjeti u kojima rastu nisu idealni: rastući na tlu oskudnom pitkom vodom s mnogo sunčeve topline i svjetlosti te velike količine soli kojom su tlo natopili valovi, slanuše su razvile posebne prilagodbe. Listovi su im uski, mesnati, čvrsti (koriste se za prehranu). Na stabljici i listovima imaju prevlake od voska (sprječavaju gubitak vode).

## Ime
Ime su dobile po soli koju izlučuju kroz otvore na listovima nakon što je korijenom upiju iz zemlje zajedno s vodom koju donose valovi.

## Vanjske poveznice
- caklenjača Hrvatska enciklopedija. LZMK
- petrovac Hrvatska enciklopedija. LZMK